# Nitsch Andor
Nitsch Andor (Kakaslomnic, 1883. május 22. – Besztercebánya. 1976. május 7.) földbirtokos, csehszlovákiai politikus, a Szepesnémet Párt (Cipszernémet Párt), illetve előbb az Országos Keresztényszocialista Párt képviselője a Csehszlovák Nemzetgyűlésben.

## Élete
A késmárki gimnáziumban és az iglói kereskedelmi akadémián tanult. 1908-tól a kakaslomnici képviselőtestület tagja, 1910-től pedig a kakaslomnici tűzoltótestület vezetője volt. 1914-től tűzoltó ellenőr, 1920-tól pedig a szlovákiai német tűzoltószövetség elnöke lett. 1924-től a csehszlovákiai német tűzoltószövetség elnökhelyettese. 1926-ban német földművelő és erdészeti kiállítást rendezett Késmárkon. A tátrai turistamozgalom elősegítője volt. 1927-ben elérte hogy a késmárki német evangélikus gimnáziumot a csehszlovák hivatalok elismerjék.
1908-tól a Zipser Land-wirtschaftlicher Verein gazdasági társaság alelnöke. 1920-ban a szervezet betiltása után megalapította a Bauernbund der deutsche Landwirte in der Zips gazdaszervezetet. Alapítója, majd 1922-től a Szepesnémet Párt (ném. Zipser Deutsche Partei) vezetője lett. Elsősorban a magyar pártokkal működött együtt, melyeknek köszönhetően 1925-től mandátumhoz is jutott (1929-ben és 1935-ben is). 1929-ben pártja a Kárpátnémet Párttal is tárgyalt, amely az önálló szudétanémet irányvonalat képviselte, megegyezés azonban nem született. Az 1930-as évektől elhatárolódott Konrad Henlein és a Kárpátnémet Párt nagynémet (nemzetiszocialista) politikájától. A szlovák autonómiatörekvések előtérbekerülésekor, a német pártokat egyesítették és a Szepesnémet Párt hivatalosan megszűnt.
Személyét a második világháború alatt támodások érték. 1945-ben elutasította az evakuálást. Csehszlovákia újjáalakulása után birtokát a kollektivizálás során államosították. 1953-ig a helyi szövetkezeteknél dolgozott. Felesége Gretzmacher Gyula közjegyző és Weisz Amália lánya volt, akinek halála után fiához költözött Besztercebányára. Feleségével Hunfalván nyugszik.